# Gennaro Sasso
Gennaro Sasso (Roma, 25 giugno 1928) è un filosofo e storico della filosofia italiano.

## Biografia
Ha studiato all'Università di Roma dal 1946 al 1950, anno in cui ha conseguito la laurea discutendo una tesi sul pensiero di Niccolò Machiavelli, avendo come relatore Carlo Antoni e correlatore Federico Chabod. Durante gli anni universitari seguì le lezioni di Pantaleo Carabellese, Guido De Ruggiero, Luigi Scaravelli, Bruno Nardi, Raffaele Pettazzoni, Natalino Sapegno, Giuseppe Gabetti, Gennaro Perrotta e Gaetano De Sanctis.
Borsista nell'anno 1951-52 all'Istituto italiano per gli Studi Storici di Benedetto Croce, con sede a Palazzo Filomarino a Napoli, ha insegnato dal 1962 Storia delle dottrine politiche all'Università di Urbino e successivamente Storia delle dottrine politiche (dal 1966), Storia della filosofia (dal 1968) e Filosofia teoretica (dal 1994) all'Università "La Sapienza" di Roma, di cui è stato nominato professore emerito nel 2005.
Direttore dal 1986 al 2010 dell'Istituto Italiano per gli Studi Storici di Napoli fondato nel 1946 da Benedetto Croce,  dal 1987 al 2020 ha guidato la storica rivista di filosofia, storia e letteratura "La Cultura" (rivista rinata nel 1963, grazie a lui e a Guido Calogero, dopo essere stata soppressa dal fascismo nel 1935).
È presidente della "Fondazione Giovanni Gentile", presidente dell'"Edizione nazionale delle Opere di Benedetto Croce" e socio nazionale dell'Accademia dei Lincei.

## Attività di ricerca
I suoi studi hanno riguardato soprattutto:
- Niccolò Machiavelli;
- l'idealismo italiano, in particolare l'opera di Benedetto Croce ma anche quella di Giovanni Gentile, Guido Calogero, Luigi Scaravelli, Carlo Antoni e Guido De Ruggiero, oltre all'esame di altre personalità legate a vario titolo all'esperienza idealistica, come Federico Chabod, Delio Cantimori, Arnaldo Momigliano, Santo Mazzarino, Ernesto De Martino e Rosario Romeo;
- Dante Alighieri;
- riflessioni di natura teoretica, come l'analisi di concetti quali: identità, differenza, relazione, divenire, contraddizione, negazione, nulla, verità e giudizio.

Si è inoltre occupato di Platone, Polibio, Lucrezio, Guicciardini, Shakespeare e Thomas Mann.

## Opere

### Saggi
- Il pensiero politico di Niccolò Machiavelli, ERI, Torino, 1964.
- Machiavelli e Cesare Borgia. Storia di un giudizio, Roma, Edizioni dell'Ateneo, 1966.
- Studi su Machiavelli, Napoli, Morano, 1967.
- Passato e presente nella storia della filosofia, Bari, Laterza, 1967.
- Benedetto Croce. La ricerca della dialettica, Napoli, Morano, 1975.
- Il progresso e la morte. Saggi su Lucrezio, Bologna, Il Mulino, 1978.
- L'illusione della dialettica. Profilo di Carlo Antoni, Roma, Edizioni dell'Ateneo, 1982.
- Per Francesco Guicciardini. Quattro studi, Istituto Storico Italiano per il Medio Evo, Roma, 1984.
- Essere e negazione, Napoli, Morano, 1987.
- Machiavelli e gli antichi e altri saggi, 4 voll., Milano-Napoli, Ricciardi, 1987-97. [Nel IV vol. è stato raccolto il libro: In margine al V centenario di Machiavelli. Filologia, erudizione, filosofia, Guida, Napoli, 1972].
- Tramonto di un mito. L'idea di "progresso" fra Otto e Novecento, 2ª ed. ampliata, Bologna, Il Mulino, 1988 [1ª ed. 1984].
- L'essere e le differenze. Sul "Sofista" di Platone, Bologna, Il Mulino, 1991.
- Variazioni sulla storia di una rivista italiana: "La Cultura" (1882-1935), Il Mulino, 1992.
- Niccolò Machiavelli, 2 voll., Bologna, Il Mulino, 1993. Comprende:
  1. Il pensiero politico, 3ª ed. ampliata [1ª ed. Napoli, IISS, 1958; 2ª ed. ampliata Bologna, Il Mulino, 1980 - Premio Viareggio 1981 di Saggistica[4]].
  2. La storiografia.
- La fedeltà e l'esperimento, F. Scarpelli, F.S. Trincia e M. Visentin interrogano Gennaro Sasso, Bologna, Il Mulino, 1993.
- Filosofia e idealismo, 6 voll., Napoli, Bibliopolis, 1994-2012. Comprende:

1. Benedetto Croce, 1994. ISBN 88-7088-368-X.
2. Giovanni Gentile, 1995. ISBN 88-7088-342-6.
3. De Ruggiero, Calogero, Scaravelli, 1997. ISBN 88-7088-338-8.
4. Paralipomeni, 2000. ISBN 88-7088-375-2.
5. Secondi paralipomeni, 2007. ISBN 978-88-7088-513-2.
6. Ultimi paralipomeni, 2012. ISBN 978-88-7088-614-6. [Il "Congedo" è stato separatamente pubblicato con il titolo: La voce dei ricordi, Napoli, Bibliopolis, 2012].

- Tempo, evento, divenire, Bologna, Il Mulino, 1996.
- La potenza e l'atto. Due saggi su Giovanni Gentile, Firenze, La Nuova Italia, 1998.
- Le due Italie di Giovanni Gentile, Bologna, Il Mulino, 1998.
- La verità, l'opinione, Bologna, Il Mulino, 1999.
- Ernesto De Martino fra religione e filosofia, Napoli, Bibliopolis, 2001.
- Il guardiano della storiografia. Profilo di Federico Chabod e altri saggi, 2ª ed. ampliata, Bologna, Il Mulino, 2002 [1ª ed. Napoli, Guida, 1985; 1ª ed. del Profilo di Federico Chabod: Bari, Laterza, 1961].
- Dante. L'imperatore e Aristotele, Roma, Istituto Storico Italiano per il Medio Evo, 2002.
- Fondamento e giudizio. Un duplice tramonto?, Napoli, Bibliopolis, 2003.
- Il principio, le cose, Torino, Aragno, 2004.
- Delio Cantimori. Filosofia e storiografia, Pisa, Edizioni della Scuola Normale Superiore, 2005. ISBN 8876421610.
- Dante, Guido e Francesca, Roma, Viella, 2008. ISBN 9788883343209.
- Le autobiografie di Dante, Napoli, Bibliopolis, 2008. ISBN 9788870885590.
- Discorsi di Palazzo Filomarino, raccolti da M. Herling, premessa di N. Irti, Napoli, IISS, 2008.
- Il logo, la morte, Napoli, Bibliopolis, 2010. ISBN 9788870886016.
- Ulisse e il desiderio. Il canto XXVI dell'Inferno, Roma, Viella, 2011. ISBN 9788883344633.
- Storiografia e decadenza, Roma, Viella, 2012.
- I corrotti e gli inetti. Conversazioni su Machiavelli, con A. Gnoli, Milano, Bompiani, 2013.
- Allegoria e simbolo, Torino, Aragno, 2014.
- La lingua, la Bibbia, la storia. Su "De vulgari eloquentia" I, Roma, Viella, 2015.
- Su Machiavelli. Ultimi scritti, Roma, Carocci, 2015.
- Croce. Storia d'Italia e Storia d'Europa, Napoli, Bibliopolis, 2017 [raccolto in questo volume: La 'Storia d'Italia' di Benedetto Croce. Cinquant'anni dopo, Napoli, Bibliopolis, 1979].
- "Forti cose a pensar mettere in versi". Studi su Dante, Torino, Aragno, 2018.
- Purgatorio e Antipurgatorio. Un'indagine dantesca, Roma, Viella, 2019.
- Croce e le letterature e altri saggi, Napoli, Bibliopolis, 2019.
- Biografia e storia. Saggi e variazioni, Roma, Viella, 2020.
- "Forti cose a pensar mettere in versi". Studi su Dante 2, Torino, Aragno, 2020.
- Idealismo e filosofia, Bologna, Il Mulino, 2020.
- Per invigilare me stesso. I Taccuini di lavoro di Benedetto Croce, 2ª ed. ampliata, Napoli, Bibliopolis, 2022 [1ª ed. Bologna, Il Mulino, 1989].
- Fra gli invidiosi. Nuovi saggi su Dante, Roma, Viella, 2023.
- Dante. Realtà e allegoria, Napoli, Bibliopolis, 2023.
- Minimi ricordi. Storici, filosofi, amici, Roma, Viella, 2024.
- Essere, storia, Napoli, Bibliopolis, 2024.
- Adolfo Omodeo fra attualismo e storicismo, Pisa, Edizioni della Scuola Normale Superiore, 2025.

### Curatele
- Antologia degli scritti politici di Emanuele Kant, a c. di G. Sasso, il Mulino, Bologna 1961.
- N. Machiavelli, Il Principe e altri scritti, intr. e comm. di G. Sasso, La Nuova Italia, Firenze 1963.
- N. Machiavelli, La Mandragola, intr. e note di G. Sasso, Rizzoli, Milano 1980.
- Guido Calogero a Pisa fra la Sapienza e la Normale, a c. di C. Cesa e G. Sasso, il Mulino, Bologna 1997.
- F. Chabod - A. Momigliano, Un carteggio del 1959, a c. e con intr. di G. Sasso, post. di R. Di Donato, il Mulino-IISS, Napoli 2002.
- Enciclopedia machiavelliana, a c. di G. Sasso, 3 voll., Istituto della Enciclopedia Italiana Treccani, Roma 2014.

### Traduzioni
- Niccolò Machiavelli. Storia del suo pensiero politico, Istituto italiano per gli studi storici, Napoli 1958:
  - [trad. tedesca, rivista dall'autore] Niccolò Machiavelli. Geschichte seines politischen Denkens, Üb. von W. Klesse u. S. Burger, Kohlhammer, Stuttgart 1965.
  - [trad. giapponese] Sobunsha, Tokyo 1983.

- Croce e la storia (1983), in Filosofia e idealismo, I. Benedetto Croce, Bibliopolis, Napoli 1994, pp. 199-216:
  - [trad. ungherese] Croce és a történelem, "Filozófiai figyelő", 7 (1985), pp. 91-103.